# Ballin & Hertz
Ballin & Hertz (officielt navn A/S M.I. Ballins Sønners og Hertz Garverier og Skotøjsfabrikker) var en sammenslutning af en række garverier og skotøjsfabrikker. Firmaet blev oprettet 7. juni 1918, og de to gamle, ledende virksomheder i fusionen var A/S M.I. Ballins Sønner (grundlagt 1828) og A/S Hertz Garveri & Skotøjsfabrik (grundlagt 1821). De øvrige virksomheder i fusionen var:
- A/S Københavns Fodtøjsfabrik
- A/S De Forenede Skotøjsfabriker
- A/S Nordisk Skotøjsfabrik
- A/S E.F. Jacob & B. Lotinga

I 1930 blev A/S Bjørnelæderfabriken knyttet til koncernen.
Firmaet havde indtil 1924 til huse i M.I. Ballins Sønners fabrik på H.C. Ørsteds Vej 48-50 på Frederiksberg, men flyttede derefter til det tidligere Bryggeriet Trekroner på Bryggerivej 7 (nu Trekronergade) i Valby. Fabrikken på Frederiksberg er revet ned. Derudover havde firmaet Hertz' fabrik på Jagtvej 211 på Østerbro. Denne fabrik blev besat i 1986 og året efter delvist nedrevet og ombygget til A/B Garvergården ved Tegnestuen Vandkunsten. M.I. Ballins Sønner eksisterer stadig som selvstændigt firma.

## Adm. direktører
Denne liste er ufuldstændig; hjælp gerne med at udfylde den.
- 1918-1921: Max Ballin
- 1922-1928: Emil Jacob
- 1929-1955: Ove Rasch
- 1956-1966: Jørgen J. Polack